# Четумал
Четумал (шп. Chetumal, мајатан Ch'aak Temal - „где расте црвено дрвеће“) је главни град мексичке савезне државе Кинтана Ро, на крајњем југоистоку земље. Налази се на обали Мексичког залива на истоку полуострва Јукатан, близу ушћа реке Хондо. На другој обали реке је државе Белизе. 
По подацима из 2006. у граду живи 136.846 становника. До 1950-их број становника је био мали (мање од 10.000), а онда је изградњом путева дошло до значајног досељавања људи из осталих делова Мексика. 
Четумал је значајна лука. Град има међународни аеродром и универзитет. 

## Историја
Име Четумал потиче од имена некадашњег града и региона древних Маја Чактемал. Данас се зна да је овај град био на другој обали реке Хондо у данашњем Белизеу. Шпанци су овај регион покорили у касном 16. веку. Град је основан 1898. као лука Пајо Обиспо, да би данашње име добио 1936. Ураган Џенет је 19. септембра 1955. сравнио град са земљом и усмртио око 500 људи. После тога град је поново изграђен од чвршћег материјала (бетона).

## Становништво
Према подацима са пописа становништва из 2010. године, град је имао 151.243 становника.
| 2005.   | 2010.   |
| ------- | ------- |
| 136.825 | 151.243 |